# アル・アンサーJr.
アルフレッド・アンサー・ジュニア (Alfred Unser, Jr.、1962年4月19日 - )　は、アメリカ合衆国ニューメキシコ州アルバカーキ出身のレーシングドライバー。インディ500を2度制した。愛称は「リトル・アル」（Little Al）。

## 生い立ちおよび経歴
父がアル・アンサー、叔父がボビー・アンサーといういずれもレーシングドライバーの家庭でレースに囲まれて成長した。11歳の頃までにはスプリント・カーのレースに出走していた。高校卒業後には、すでにスプリント・カーのワールド・オブ・アウトロー・シリーズに出走するようになっていた。
1982年、アンサーはCART（現在のチャンプカー）にデビューし、カリフォルニア500で5位という結果を残した。翌年、彼は初めてインディ500に出場し、10位完走を果たした。アンサーはCARTへの挑戦を続け、同シリーズにおける期待の新星となっていった。1986年にはIROC選手権にも参加するようになり、4レース中2勝を挙げてチャンピオンとなった。これが24歳のときであり、2004年現在IROCの史上最年少チャンピオン記録となっている。同年、アンサーはデイトナ24時間レースでも優勝した。
アンサーはCARTにおいても1986年に年間4位、1987年に3位、1988年に2位とじわじわ強さを増していき、1990年にはついに最初のチャンピオンを獲得するに至った。1989年にはインディ500での勝利にあと一歩のところまでこぎつけたが、トップを争うエマーソン・フィッティパルディと接触しアンサーはスピン、防護壁に衝突してチャンスを逃した。それでも1992年には、スコット・グッドイヤーをわずか0.043秒押さえてインディ500での初勝利をものにした。これは2017年の時点で、インディ500における最小差での勝利である。
1994年にはインディで2度目の優勝を成し遂げたが、このときはペンスキー・レーシングからの出走であった。チームメイトは5年前に優勝を争ったエマーソン・フィッティパルディであった。アンサーはこの年、シーズンを通して圧倒的なパフォーマンスを示し、16レース中8勝を挙げて2度目のCARTチャンピオンに輝いた。この頃にはマイケル・アンドレッティと共にF1移籍の噂があり、実際にウイリアムズのテスト走行も行った。
しかし、この頃からCARTにおけるアンサーには陰りが見え始めた。1995年にはジャック・ヴィルヌーヴに次ぐ年間2位の座を得たものの、1996年には4位、1997年に13位、1998年に11位、そして1999年には21位となってしまった。結局アンサーはCARTから離れ、設立されたばかりのインディ・レーシング・リーグ（IRL）の2000年シーズンに参加することになった。同年、ラスベガスにおいてIRLでの初勝利を挙げた。
IRLにおいてアンサーは通算3勝を記録したが、2003年10月にバギーでの事故で骨盤を折る怪我を負ったため、2004年シーズンの出走は困難を極めることになった。結局彼はパトリック・レーシングとの間で3レースの出走契約を結んだものの、リッチモンドでのレースで22位完走を記録したのを最後に、2004年6月30日をもって引退を宣言した。
しかし、アンサーはなおもレースに関わり続けている。彼はパトリック・レーシングのアドバイザーとして、また彼の息子であるアルフレッド・アンサー（現在IRLの下位カテゴリーに参加）の指導者として活動している。

## チャンプカーにおける成績
| 年   | チーム                      | 勝利数 | ポイント数 | 最高位 | 年間順位 |
| ---- | --------------------------- | ------ | ---------- | ------ | -------- |
| 1982 | フォーサイス・レーシング    | 0      | 30         | 5      | 21       |
| 1983 | ギャレス・レーシング        | 0      | 89         | 2      | 7        |
| 1984 | ギャレス・レーシング        | 1      | 103        | 1      | 6        |
| 1985 | シアソン・レーシング        | 2      | 150        | 1      | 2        |
| 1986 | シアソン・レーシング        | 1      | 137        | 1      | 4        |
| 1987 | シアソン・レーシング        | 0      | 107        | 2      | 3        |
| 1988 | ギャレス・レーシング        | 4      | 149        | 1      | 2        |
| 1989 | ギャレス・レーシング        | 1      | 136        | 1      | 5        |
| 1990 | ギャレス/クラコ・レーシング | 6      | 210        | 1      | 1        |
| 1991 | ギャレス/クラコ・レーシング | 2      | 197        | 1      | 3        |
| 1992 | ギャレス/クラコ・レーシング | 1      | 169        | 1      | 3        |
| 1993 | ギャレス・レーシング        | 1      | 100        | 1      | 7        |
| 1994 | ペンスキー・レーシング      | 8      | 225        | 1      | 1        |
| 1995 | ペンスキー・レーシング      | 4      | 161        | 1      | 2        |
| 1996 | ペンスキー・レーシング      | 0      | 125        | 2      | 4        |
| 1997 | ペンスキー・レーシング      | 0      | 67         | 3      | 13       |
| 1998 | ペンスキー・レーシング      | 0      | 72         | 2      | 11       |
| 1999 | ペンスキー・レーシング      | 0      | 26         | 5      | 21       |

通算31勝、チャンピオン2回。

## インディ500の成績
括弧内はリタイア原因。
- 1983年 - 10位（燃料切れ）

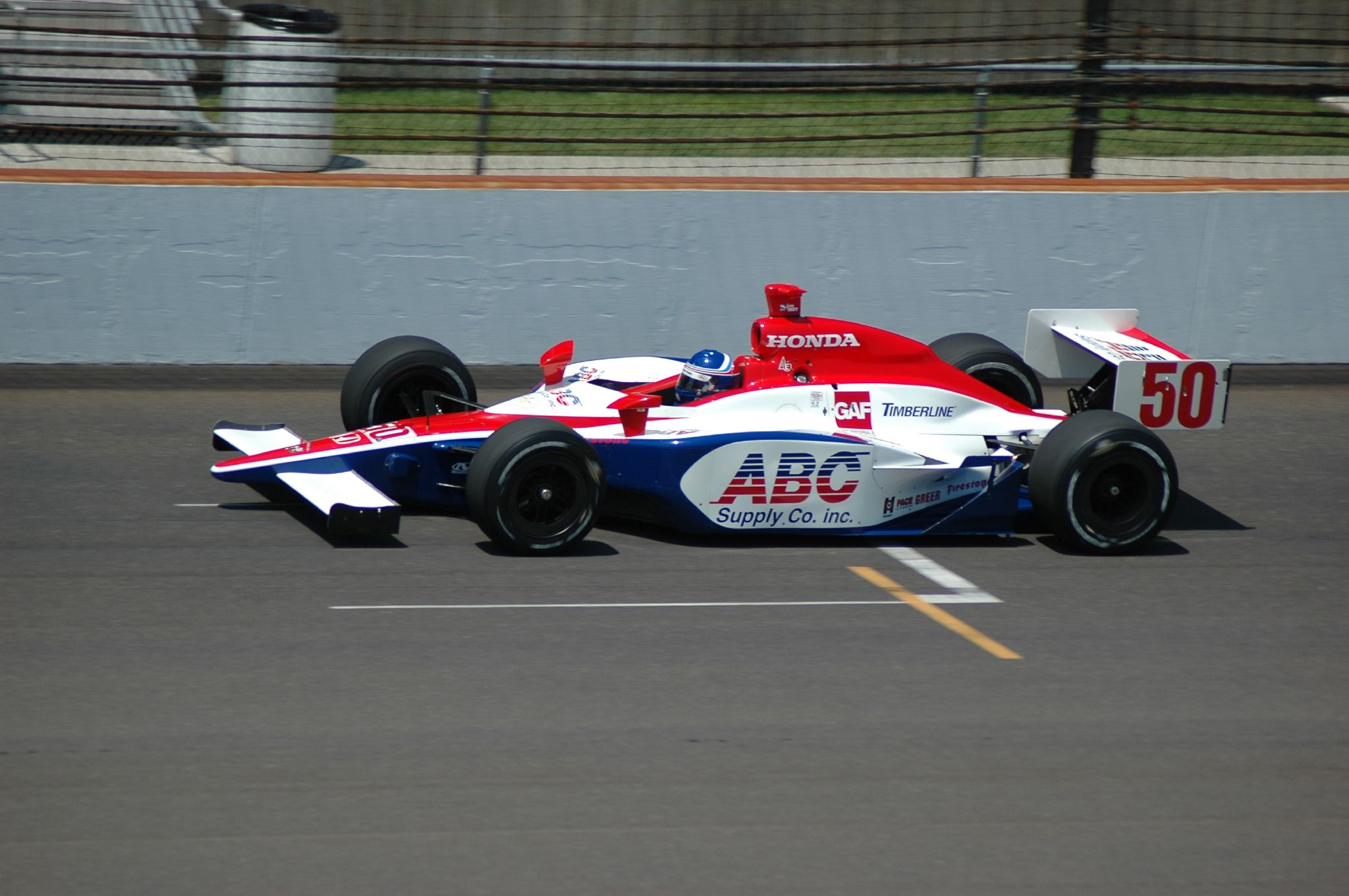
2007年のインディ500、予選

- 1984年 - 21位（ウォーターポンプ）
- 1985年 - 25位（エンジン）
- 1986年 - 5位
- 1987年 - 4位
- 1988年 - 13位
- 1989年 - 2位（クラッシュ）
- 1990年 - 4位
- 1991年 - 4位
- 1992年 - 優勝
- 1993年 - 8位
- 1994年 - 優勝
- 1995年 - 予選落ち
- 2000年 - 29位（ラジエーター）
- 2001年 - 30位（クラッシュ）
- 2002年 - 12位
- 2003年 - 9位
- 2004年 - 17位